# أندرو ويلسون (لاعب اتحاد الرغبي)
أندرو ويلسون (بالإنجليزية: Andrew Wilson)‏ هو لاعب اتحاد الرغبي جنوب أفريقي، ولد في 9 ديسمبر 1980 في جنوب أفريقيا.

## وصلات خارجية
- أندرو ويلسون عل موقع إسبنسكروم (الإنجليزية)